# Alela Diane
Alela Diane (Nevada City, Californië, 20 april 1983) is een Amerikaanse singer-songwriter en gitariste. Haar muziek wordt omschreven als New Weird America, folk en "kampvuur-gospel", waarbij ze vooral erg rustige en ingetogen liedjes maakt.
Diane bracht in 2003 in eigen beheer het album Forest Parade uit. In 2004 bracht ze haar tweede album uit, ook in eigen beheer. De liedjes op dit album, The Pirate's Gospel had ze geschreven tijdens een reis door Europa. De plaat viel op doordat alle albumhoesjes door Diane en haar moeder zelf handgenaaid waren. Het album werd uiteindelijk opgepikt door de platenmaatschappij Holocene Music. Deze bracht The Pirate's Gospel in 2006 in de Verenigde Staten uit, en later in Europa. Het album werd door de muziekmedia goed ontvangen. Haar tweede album, To be still, verscheen in 2009. Het derde album Alela Diana & Wild Devine verscheen in 2011. In 2013 gevolgd door het vierde About Farewell.
Diane is bevriend met zangeres en harpspeelster Joanna Newsom, die uit dezelfde stad komt. Beide singer-songwriters maken ongeveer dezelfde stijl muziek.

## Discografie

### Albums
| Album met eventuele hitnotering(en) in de Nederlandse Album Top 100 | Datum van verschijnen | Datum van binnenkomst | Hoogste positie | Aantal weken | Opmerkingen                    |
| ------------------------------------------------------------------- | --------------------- | --------------------- | --------------- | ------------ | ------------------------------ |
| Forest Parade                                                       | 2003                  | -                     |                 |              |                                |
| The Pirate's Gospel                                                 | 2007                  | 12-01-2008            | 71              | 2            |                                |
| To Be Still                                                         | 13-02-2009            | 28-02-2009            | 72              | 4            |                                |
| Alela Diane & Wild Divine                                           | 01-04-2011            | 09-04-2011            | 74              | 1            |                                |
| About Farewell                                                      | 2013                  | 20-07-2013            | 32              | 5            |                                |
| Cold Moon                                                           | 16-10-2015            | 21-11-2015            | 57              | 1            | Alela Diane & Ryan Francesconi |

| Album met hitnotering(en) in de Vlaamse Ultratop 200 albums | Datum van verschijnen | Datum van binnenkomst | Hoogste positie | Aantal weken | Opmerkingen                    |
| ----------------------------------------------------------- | --------------------- | --------------------- | --------------- | ------------ | ------------------------------ |
| The pirate's gospel                                         | 2007                  | 01-12-2007            | 78              | 11           |                                |
| To be still                                                 | 2009                  | 28-02-2009            | 28              | 7            |                                |
| Alela Diane & Wild Divine                                   | 2011                  | 16-04-2011            | 90              | 1            |                                |
| About Farewell                                              | 2013                  | 20-07-2013            | 71              | 11           |                                |
| Cold Moon                                                   | 2015                  | 31-10-2015            | 150             | 1            | Alela Diane & Ryan Francesconi |

- Bibsys: 9044316
- Bibliothèque nationale de France: cb15559939f (data)
- Gemeinsame Normdatei: 140964452
- International Standard Name Identifier: 0000 0001 1472 3160
- Library of Congress Control Number: no2009052895
- MusicBrainz: 8682866a-4f7a-43f5-83b2-06eabd0f2d4c
- Nationale Bibliotheek van Tsjechië: osa2014804895
- Réseau des bibliothèques de Suisse occidentale: 02-A013939710
- Système universitaire de documentation: 186244231
- Virtual International Authority File: 49539388
- WorldCat: E39PBJm9fmKGqtDRMmbyFYmDbd